# 토미 총
토미 총(Tommy Chong, 1938년 5월 24일 ~ )은 미국의 희극인, 배우이다.

## 출연 작품
- 컬러 아웃 오브 스페이스 (2019)
- 아이 앰 샘 키니슨 (2017)
- 주토피아 (2016)
- 진저데드 맨 Vs. 이블 봉 (2013)
- 치치 & 총스 히스토리 오브 420 (2013)
- 빨간 모자의 진실 2 (2011)
- 헤이 왓치 디스 (2010)
- 유니온 - 비즈니스 비하인드 게팅 하이 (2007)
- 콜버트 리포트 (2005)
- aka 토미 종 (2005)
- 베스트 버즈 (2003)
- 워쉬 (2001)
- 투 트러블 (1998)
- 요절복통 70 쇼 (1998)
- 특전 네이비 (1997)
- 시니어 트립 (1995)
- 푸른 골짜기 (1993)
- 골빈 사나이 (1990)
- 트립와이어 (1989)
- AFT의 학살 (1989)
- 특근 (1985)
- 코시컨 브라더스 (1984)
- 스틸 스모킨 (1983)
- 붉은 해적단 (1983)
- 치치와 총의 나이스 드림 (1981)
- 넥스트 무비 (1980)
- 업 인 스모크 (1978)